# Aarhus Hammelbanegården
Station Hammelbanegården was een station in Aarhus, Denemarken en lag aan de lijn Aarhus - Thorsø.
Het station werd in 1902 geopend als beginpunt van de Hammel-Aarhus Jernbane (HAJ) (vanaf 1914 hernoemd tot Aarhus-Hammel-Thorsø Jernbane (AHTJ)). Het stationsgebouw, dat tevens het hoofdkantoor en de werkplaats was van de spoorwegmaatschappij, was een ontwerp van Heinrich Wenck. De HAJ bouwde Hammelbanegården omdat er in het toenmalige DSB-station van Aarhus onvoldoende ruimte was voor de HAJ-treinen. Met de bouw van het nieuwe DSB-hoofdstation in de jaren 20 werd dit ruimtetekort weliswaar opgelost, maar de AHTJ besloot toch om Hammelbanegården te blijven gebruiken. Wel was er al in 1902 een verbindingsspoor aangelegd tussen beide stations, zodat de HAJ/AHTJ en de DSB goederenwagons met elkaar konden uitwisselen.
Het station beschikte over zes sporen, waaronder een laad- en losspoor met een hijskraan. Er waren twee locomotiefloodsen, een draaischijf en een kolenbunker. In 1933 werd er nog een loods gebouwd voor dieseltreinen. In 1910 werd er aan de westzijde van het station een aftakking aangelegd die toegang gaf tot de locomotieffabriek van Frichs.
In 1956 werd de spoorlijn opgeheven, waarmee er een einde kwam aan het spoorvervoer te Hammelbanegården.
Van 1993 tot 2011 was het stationsgebouw de locatie van het Bymuseet. Daarna werd het een buurthuis van Folkestedet.